# 驚天大陰謀
《驚天大陰謀》（英語：All the President's Men）是一部1976年的美國政治驚悚片，由艾倫·帕庫拉執導，德斯汀·荷夫曼及勞勃·瑞福等主演。

## 剧情
故事改編自鲍勃·伍德沃德及卡爾·伯恩斯坦的同名書本。書及電影均描述當年在《华盛顿邮报》任記者的伍德沃德及伯恩斯坦怎樣透過深喉的幫助，揭發水門事件而導致尼克遜下台的經過。

## 演員表
| 演員             | 角色                |
| ---------------- | ------------------- |
| 德斯汀·荷夫曼    | 卡爾·伯恩斯坦       |
| 勞勃·瑞福        | 鲍勃·伍德沃德       |
| Jack Warden      | Harry M. Rosenfeld  |
| Martin Balsam    | Howard Simons       |
| 賀爾·賀爾布魯克  | 深喉（马克·费尔特） |
| 賈森·羅巴茲      | 本·布莱德利         |
| 珍·亞歷山大      | Judy Hoback         |
| Meredith Baxter  | Debbie Sloan        |
| 奈德·畢提        | Martin Dardis       |
| Stephen Collins  | Hugh W. Sloan, Jr.  |
| Penny Fuller     | Sally Aiken         |
| Robert Walden    | Donald Segretti     |
| Frank Wills      | 本人                |
| F·莫瑞·亞伯拉罕  | Sgt. Paul Leeper    |
| David Arkin      | Eugene Bachinski    |
| Henry Calvert    | Bernard Barker      |
| Dominic Chianese | Eugenio Martínez    |
| Ron Hale         | Frank Sturgis       |
| James Karen      | Hugh Sloan的律師    |

## 荣誉
奥斯卡奖：
- 最佳改编剧本奖：William Goldman
- 最佳音效奖：Arthur Piantadosi，James E. Webb，Les Fresholtz，Dick Alexander
- 最佳男配角奖：Jason Robards
- 最佳艺术指导奖：George Jenkins，George Gaines
- 最佳电影提名
- 最佳导演提名
- 最佳剪辑提名：Robert L. Wolfe
- 最佳女配角提名：Jane Alexander

2007年，美国电影学会将它列为第77位AFI百年百大电影（十周年版），以及百年百大惊悚片的57位。两位主角 Bob Woodward 与 Carl Bernstein 成为百年百大英雄的27位。环球娱乐将它评为25大政治惊悚片之一。
2010年被國家影片登記部典藏。

## 外部連結
- 開眼電影網上《大陰謀》的資料（繁體中文）
- 豆瓣电影上《总统班底》的資料 （简体中文）
- 时光网上《总统班底》的資料（简体中文）
- AllMovie上《驚天大陰謀》的资料（英文）
- 爛番茄上《驚天大陰謀》的資料（英文）
- Box Office Mojo上《驚天大陰謀》的資料（英文）
- TCM电影资料库上《驚天大陰謀》的资料（英文）
- 互联网电影数据库（IMDb）上《驚天大陰謀》的资料（英文）
- 《华盛顿邮报》的 回顧文章 （页面存档备份，存于）
- 《時代雜誌》的特寫 （页面存档备份，存于）